# بوب والاس
بوب والاس (بالإنجليزية: Bob Wallace)‏ (14 فبراير 1948 بهدرسفيلد في المملكة المتحدة - ) هو لاعب كرة قدم بريطاني في مركز الوسط. لعب مع هدرسفيلد تاون ونادي تشستر سيتي ونادي هاليفاكس تاون ونادي ألدرشوت.

## وصلات خارجية
- بوب والاس على موقع قاعدة بيانات كرة القدم.إي يو (الإنجليزية)
- بوب والاس على موقع قاعدة بيانات كرة القدم.إي يو (الإنجليزية)